# QGIS
QGIS (do 2013 znan kot Quantum GIS) je prost in odprtokodni večplatformni namizni geografski informacijski sistem (GIS), ki podpira ogled, urejanje in analizo prostorskih podatkov.

## Značilnosti
QGIS je geografski informacijski sistem (GIS), ki uporabnikom omogoča analiziranje in urejanje prostorskih podatkov ter pripravo in izvoz kart kot grafik. QGIS podpira tako rastrske kot vektorske sloje; vektorski podatki so shranjeni kot točke, linije ali mnogokotniki. Podpira več formatov zapisa rastrskih slik in georeferenciranje fotografij.
QGIS podpira format shapefile, standard Coverage, osebne geobaze, DXF, MapInfo, PostGIS, in druge formate. Podpira tudi spletne storitve kot sta standarda Web Map Service in Web Feature Service, kar omogoča uporabo podatkov iz zunanjih spletnih virov.
QGIS je integriran z drugimi odprtokodnimi rešitvami GIS, vključno s PostGIS, GRASS GIS in MapServer. Vtičniki širijo zmožnosti programa, spisani pa so v Python ali C++. Vtičniki lahko geokodirajo s pomočjo Google Geocoding API, izvajajo geoprocesiranje kot orodja v ArcGIS in se povezujejo z bazami PostgreSQL/PostGIS, SpatiaLite in MySQL.

## Razvoj
Gary Sherman je začel z razvojem Quantum GIS v začetku leta 2002, leta 2007 pa je bil projekt sprejet v inkubator Open Source Geospatial Foundation. Januarja 2009 je izšla različica 1.0.
Leta 2013 je bilo skupaj z izdajo različice 2.0 ime uradno spremenjeno iz Quantum GIS v QGIS v izogib zmedi, saj sta bili v uporabi obe imeni.
QGIS je spisan v  C++ in intenzivno uporablja ogrodje Qt. Poleg tega za delovanje potrebuje knjižnjici GEOS and SQLite.  Priporočena je tudi uporaba GDAL, GRASS GIS, PostGIS in PostgreSQL, saj omogočajo uporabo dodatnih podatkovnih formatov.
Še pred letom 2017 je bil QGIS na voljo za več operacijskih sistemov, vključno z Mac OS X, Linux, Unix in Microsoft Windows. Od leta 2014 je v razvoju različica za Android.
QGIS lahko služi tudi kot grafični vmesnik za GRASS. QGIS v primerjavi s komercialnimi rešitvami zasede malo prostora na disku in na splošno potrebuje manj pomnilnika in procesorske moči. Tako je primeren za uporabo na starejši strojni opremi ali za souporabo z drugimi programi, kjer je procesorska moč omejena.
QGIS vzdržujejo prostovoljci, ki redno izdajajo nove različice s popravki in novimi zmožnostmi. Do leta 2012 so ga razvijalci prevedli v 48 jezikov, program pa je v mednarodni rabi tudi v akademskem in profesionalnem okolju. Več podjetij ponuja podporo in razvoj po meri.

## Funkcije

### Sloji
QGIS lahko prikazuje več slojev z različnimi viri podatkov ali različnimi prikazi istih podatkov.

### Priprava kart
Za pripravo kart za tisk ima QGIS poseben vmesnik. Omogoča dodajanje več izsekov kart, oznak, legend ipd.

## Licenca
Kot vsak prost program na voljo pod licenco GNU GPLv2 lahko uporabniki QGIS prosto spreminjajo za izvedbo drugačnih ali bolj specializiranih nalog. Dva primera sta aplikaciji QGIS Browser in QGIS Server, ki za dostop do podatkov in izrisovanje uporabljata isto kodo, a rezultate prikazujeta s svojimi vmesniki.

## Sprejem
Mnoge javne in zasebne organizacije uporabljajo QGIS, med drugim:
- Nacionalna varnostna agencija,[11]
- avstrijska dežela Predarlska,
- švicarska kantona Glarus in Solothurn,[12]
- geodetski urad Nove Zelandije.[13]

## Tečaji
Na voljo je mnogo priložnosti za izobraževanje o QGIS, vključno z namenskimi YouTube kanali, spletnimi vodiči in knjigami.